# Försvarets forskningsanstalt
Försvarets forskningsanstalt (FOA) var tidigare en svensk myndighet inom försvarsforskning som existerade från 1945 till 31 december 2000. Myndigheten bildades 1945 genom sammanslagning av tre existerande organisationer: myndigheten Försvarsväsendets kemiska anstalt (FKA), Militärfysiska institutet (MFI), samt ekoradioenheten vid Statens uppfinnarnämnd (SUN). Tillsammans med Flygtekniska försöksanstalten (FFA) bildades 1 januari 2001 den nya myndigheten Totalförsvarets forskningsinstitut (FOI).

## Historik
Efter bildandet 1945 bedrevs huvuddelen av verksamheten på olika platser i Stockholmsområdet, där FKA, MFI och SUN redan fanns etablerade. År 1974 infogades Militärpsykologiska institutet som en avdelning i FOA, (FOA 5), och flera avdelningar utlokaliserades – till Karolinen i Karlstad, Linköping och Umeå.

## Verksamhet

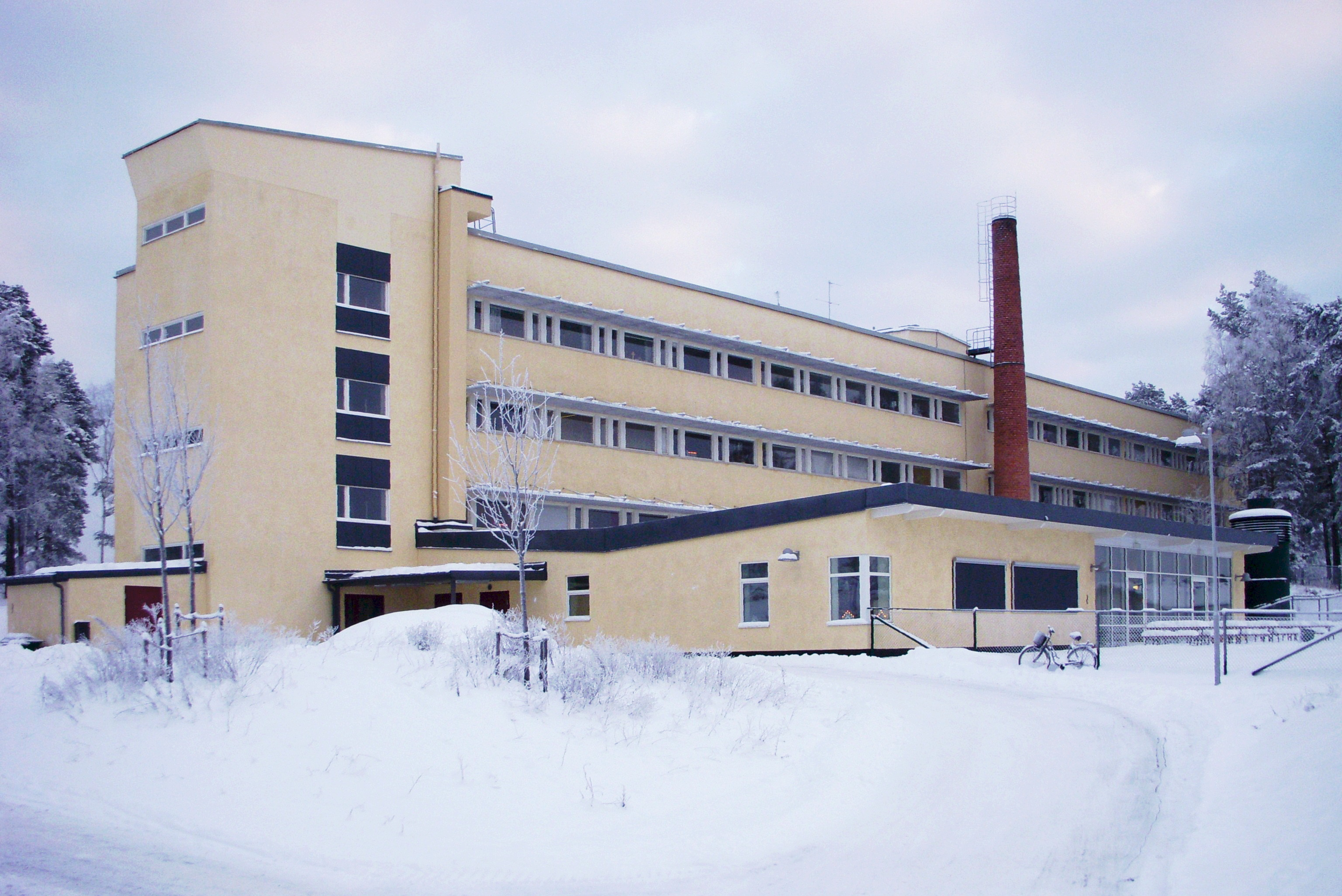
FOA:s gamla kontorsbyggnad i Ursvik. Här finns numera Noblaskolan.

Verksamheten bedrevs på flera olika platser i Sverige bland annat i Ursvik och vid sjön Grindsjön i Sorunda. FOA bedrev forskning och utveckling inom bland annat:

- Undervattensteknik
- Vapen och skydd
- NBC-skydd
- Kärnvapenteknik
- Ledningssystem
- Sensorteknik
- Stridssimulering
- Försvarsanalys

### Kärnvapenforskning
Som en del av den svenska strävan att framställa egna kärnvapen bedrev man på FOA forskning på en rad olika tekniska områden relaterade till framställning av kärnvapen under perioden 1945–1972.

### Organisation
FOA var organiserade i avdelningarna FOA 1–5 samt FOA P. 
Vid tiden för FOA:s bildande bestod organisationen av avdelningarna FOA ck och FOA 1–3. Efter en omorganisation 1958 bröts FOA 4 ut ur FOA 2 och FOA P tillkom. 1974 bildades FOA 5.
| FOA 1  | Avdelningen för kemi                         |
| FOA 2  | Avdelningen för fysik och sprängteknik       |
| FOA 3  | Avdelningen för radar och elektronik         |
| FOA 4  | Avdelningen för atomfysik och atomvapen      |
| FOA 5  | Avdelningen för humanvetenskap               |
| FOA 53 | institutionen för människa–systeminteraktion |
| FOA 54 | institutionen för arbetsmiljö                |
| FOA 55 | institutionen för beteendevetenskap          |
| FOA 56 | institutionen för människa–maskininteraktion |
| FOA 58 | institutionen för navalmedicin               |
| FOA 59 | institutionen för flygmedicin                |
| FOA P  | Avdelningen för operationsanalys             |
| FOA ck | FOA:s centrala kansli                        |

## Chefer för FOA
FOA har haft följande chefer.
Chefer med titeln överdirektör
- 1945–1952: Albert Björkeson
- 1952–1957: Hugo Larsson, från 1957 med titeln generaldirektör

Chefer med titeln generaldirektör
- 1957–1968: Martin Fehrm
- 1968–1974: Torsten Magnusson
- 1974–1984: Nils-Henrik Lundquist
- 1984–1985: Lars-Erik Tammelin
- 1985–1994: Bo Rybeck
- 1994–2000: Bengt Anderberg